# Villa Real (Buenos Aires)
Cet article concerne un quartier de la ville de Buenos Aires. Pour la ville espagnole, voir Vila-real. Pour les autres significations, voir Villarreal.
Villa Real est un des quarante-huit quartiers de Buenos Aires.